# Dějiny Sin-ťiangu
Sin-ťiang (čínsky pchin-jinem Xīnjiāng, znaky 新疆) se rozkládá v centru Asijského kontinentu. Tvoří ji Džungarie (dnešní Pej-ťiang 北疆, severní oblast) a Tarimská pánev (dnešní Nan-ťiang 南疆, jižní oblast), jež jsou odlišné geograficky, etnicky i historickým vývojem. Mezi charakteristiky Sin-ťiangu patří, že jeho území obývalo mnoho etnických skupin různorodého původu, často utvářejících kmenová uspořádání či malá království. Džungarie byla většinou obývána kočovnými národy, zatímco v Tarimské pánvi poskytly lidem útočiště oázy.

## Historický vývoj a události

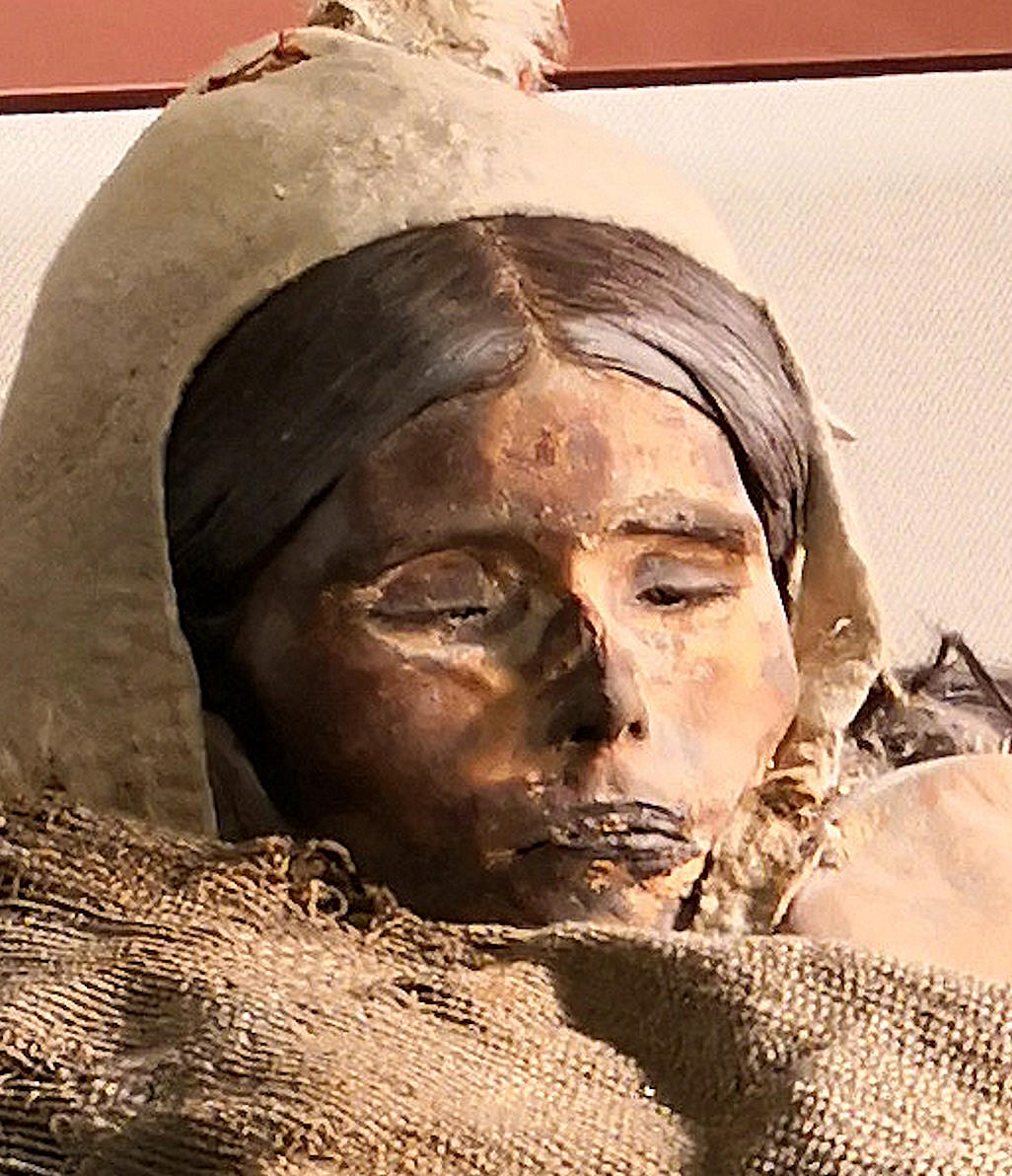
„Loulanská kráska“ a další starověká mumifikovaná těla z oblasti pouště Taklamakan patřila lidem evropského antropologického typu

Ve starověku patřili mezi etnika obývající území indoevropští Tocharové, Sakové, Jüe-č’ a Wusunové, Čchiangové, Siungnuové aj. Území se úzce pojí s velmi dlouhou historií Ujgurů, jelikož jedny z nejstarších nálezů, Tarimské mumie, jsou podle historika Turguna Almase spojeny s jejich původem. Na základě informací z čínských historických knih (např. Wej-šu neboli Historie Wej) také existují názory, že jejich předky jsou Siungnuové, kteří tuto oblast díky své vojenské převaze ovládali jakožto kmenová konfederace kočovného národa v 2. století př. n. l.
Siungnuové ovládali tuto oblast v 2. století př. n. l. díky své vojenské převaze, byli však napadeni císařem Wu-ti, vládcem čínské dynastie Chan (汉朝). Boj o území trval několik desítek let. Po vítězství dynastie Chan bylo území prohlášeno za Protektorát západního regionu (西域都护府), v roce 13 se ale podrobené obyvatelstvo vzbouřilo a vrátilo se pod vládu Siungnuů. Z čínské strany však i poté docházelo ke snahám ovládnout území a znovuobnovit protektorát. Tyto pokusy o anektování jejich území vyvolávaly mezi místním obyvatelstvem značný vzdor.
V roce 220 se dynastie Chan rozpadla a říše Ťin, jež posléze vznikla, nakonec podlehla vlnám invazí kočovných kmenů na počátku 4. století, jež tuto oblast následně ovládaly pod záštitou různých království jako Raná Liang, Pozdní Čchin aj. Po sjednocení oblasti severní Číny pod dynastií Severní Wej ustanovila dynastie svůj protektorát v jihovýchodní části Sin-ťiangu. Kašgar, Chotan aj. zabíraly severní část oblasti a stát Kao-čchang se nacházel v centru regionu. V 5. století obsadily území Tchu-jü-chun a mongolské etnikum Žou-žan, čínský protektorát již zcela zanikl. Na území Žou-žanů začala od 6. století pronikat turkická etnika, Ti po století vleklých bojů nakonec porazili Žou-žany a založili rozlehlý Turkický kaganát, který se rozkládal téměř na celém území centrální Asie a zasahoval dále než k Aralskému jezeru na západě a jezeru Bajkal na východě. Ke konci 6. století se však rozdělil na východní a západní část, pod kterou patřil Sin-ťiang.
Na počátku 7. století čínská dynastie Tang (唐朝) roku 640 zaútočila na Západní turkický kaganát a vazalské území jižního Sin-ťiangu. Kampaň započal císař Tchaj-cung roku 640. Sin-ťiang byl díky tomuto kroku později začleněn pod Protektorán An-si (安西都护府). O území však později sváděli boje s Tibetem. Za dynastie Tang působili na území vojáci a generálové turkického původu, docházelo k šíření turecko-mongolské kultury a jazyka. Arabský vliv se zvyšoval a mnoho lidí konvertovalo k islámu. Turečtina byla jazykem oáz, mongolština jazykem stepí.
Po roce 751 převzal nad severní částí Sin-ťiangu a centrální Asií kontrolu Ujgurský kaganát, dynastie Tang se začala stahovat. Kaganát brzy zabral i úrodnou jižní Tarimskou pánev. S žádostí o pomoc se na něj obrátila tangská dynastie oslabená vnitřními rozkoly. Kagan žádost přijal a zasáhl proti útočícím Tibeťanům. Za ochranu mu byl od Číny dán tribut a byla za něj provdána čínská princezna. Ujgursko-turkické kmeny tak odedávna patřili mezi obyvatelstvo regionu, kaganát však roku 840 čelil útoku kyrgyzského kmene a byl zničen. Původní obyvatelstvo Ujgurského kaganátu následně v rámci Kara-chodžského království obývalo východní oblast Sin-ťiangu až do 14. století a přeorientovalo se na buddhismus. V 9. století se utvořil také Karachánský chanát skrze konfederaci turkických kmenů, jehož obyvatelstvo vyznávalo islám.
Ve 12. století byl v oblasti přeživšími z kitanské dynastie Liao ustanoven chanát Karakitan a po další století zaštiťoval i státy a etnika, které původně osidlovali území. V době mongolské expanze 1209 se ale ujghurské státy přidaly k Mongolům, jelikož si výměnou za zasílání daní a jednotek uchovaly kontrolu nad územím.
Po rozpadu mongolského impéria byl dnešní Sin-ťiang jen krátce okupován dynastií Jüan, rychle ale přešel pod vládu Čagatajského chanátu a setrval pod jeho vládou do 14. století, pak se chanát rozdělil. Část Sin-ťiangu byla poté pod ujgurskou administrativou, část pod správou Moghulistánu. Vláda Moghulistánu, ač poznamenaná rozpadem, decentralizací a vnitřními boji chánů, trvala víc než do druhé poloviny 17. století. V 17. století převzali vládu nad většinou dnešního území Džúngarové (Oirati a Kalmykové).
Vláda Džúngarů byla podporována ze strány 5. dalajlámy, a v roce 1680 Džúngarský Chanát ovládl i region Tarimské pánve (塔里木盆地), nacházející se na jihu současné provincie Sin-ťiang. Džúngarský Chanát byl poslední nomádskou říši, která sjednocovala teritoria od západního konce Velké čínské zdi až po současný Kazachstán a od současného Kyrgyzstánu až po jižní Sibiř. Za vlády čínského císaře Čching-lunga v letech 1755–1757 se odehrála obrovská genocida obyvatelů Džúngarského Chanátu. Následně v roce 1759 Čína převzala plnou kontrolu nad oblastmi Džungarie a Tarimské pánve, jejichž rozloha přibližně odpovídá současnému Sin-ťiangu, a sjednotila je pod svoji nadvládou.
Dobytí Sin-ťiangu dynastií Čching bylo v úředních pracích líčeno jako pokračování úspěchů a obnovení hranic země, které byly za dynastií Chanů a Tchangů. Obyvatelstvo tohoto regionu podlehlo ze strany Číny nucenému sjednocení jazyků a potlačování lokálních tradicí. Sin-ťiang byl tedy mandžuskými císaří využíván k tomu, aby legitimizovali svoji vládu v Číně a prokázali, že jejich autorita a moc není o nic menší, než vláda čínských císařů za dynastií Hanů a Tangů. Na konci 19. století se Sin-ťiang v důsledku Dunganského povstání díky odloučení se od Číny (1862–77) na krátkou dobou vymanil zpod nadvlády Čchingů, povstání však bylo čínskou armádou potlačeno. V roce 1884 došlo k oficiálnímu přejmenování této oblasti na Sin-ťiang („nová hranice“) a její zřízení jakožto provincie.
Čínská vláda pomáhá Ujgurům migrovat z jižního Sin-ťiangu do dalších oblastí provincie, jako je oblast mezi Čchi-tchaj a hlavním městem, které bylo dříve obýváno téměř výhradně Hany. Větší propojení s Chany neslo s sebou častěji negativní následky. Častým jevem bylo například dočasné manželství žen z oblasti Sin-ťiangu s čínskými muži, kdy manžel po ukončení služby v Sin-ťiangu prodával svoji manželku a dcery svým kamarádům, a sám odjel pryč s dětmi mužského pohlaví.

## Moderní dějiny
V roce 1912 byla dynastie Čching nahrazena Čínskou republikou. Jüan Ta-chua, poslední čchingský guvernér Sin-ťiangu, utekl. Jeden z jeho podřízených, Jang Ceng-sin, se přidal na stranu vlády Čínské republiky v březnu téhož roku a udržoval kontrolu nad Sin-ťiangem až do atentátu v roce 1928. Kumulské povstání Ujgurů proti čínské nadvládě v letech 1931–1934 vedlo ke vzniku První východní Turkestánské republiky (VTR), která ale byla vzápětí potlačena armádami čínského muslimského válečníka Ma Čung-jinga v roce 1934. Další povstání proti vládě Kuomintangu se odehrálo v roce 1944, byla zřízená prozatímní vláda Druhé východní Turkestánské republiky, která existovala do roku 1949. Lidová osvobozenecká armáda vstoupila do Sin-ťiangu v roce 1949 a velitel Kuomintangu Tchao Č’-jüe jim provincii přenechal. Pět představitelů VTR během své cesty na jednání s novou vládou KSČ ohledně budoucnosti Sin-ťiangu zemřeli v letecké havárii.
První jaderný test ČLR byl proveden v Lobnoru v Sin-ťiangu dne 16. října 1964. Jaderné testy v této oblasti pokračovaly po dalších 30 let a vážně narušovaly právo na zdraví ujgurských komunit v regionu.
Xinjiangské zásoby ropy jsou považovány za skoro stejně velké jako v Kuvajtu. Ujgurové těžce nesou skutečnost, že čínská vláda je okrádá o přírodní zdroje, které jsou právem jejich. Pro většinu z nich zvyšující se poptávka po ropě znamená, že vnitřní čínská kolonizace jejich oblasti bude brzy nezvratná. Je to další z důvodů, proč se teroristické útoky z jejich strany stávají častějšími. Potvrzené ze strany Ujgurů jsou například nepokoje v Baren Township v dubnu 1990 nebo Ghulja Incident v roce 1997. Ovšem řada teroristických útoků, která jsou připisována Ujgurům, je jim připisována neoprávněně.

### Incident v Ghulje
Na každém zasedání Šanghajské pětky, neformálního sdružení Číny, Kazachstánu a Kyrgyzstánu, Tádžikistánu a Ruska, které bylo založeno v roce 1996 z čínské iniciativy, Čína zdůrazňovala potřebu zabránit přeshraničním „aktivitám podkopávajícím národní suverenitu“. Zjevně se obávala podpory Ujgurů od muslimů ve Střední Asii. Základem politiky ústřední vlády ČLR v Sin-ťiangu je dokument z března 1996, který byl přijat na zvláštním zasedání stálého výboru politbyra Komunistické strany Číny. Oficiální záznam z tohoto zasedání, vydaný jako „přísně tajný“ Dokument č. 7, se zabývá deseti hlavními otázkami v Sin-ťiangu, od zesílené kontroly náboženských aktivit v celém regionu až po potřebu plošného posílení vojenské a bezpečnostní připravenosti.
Od poloviny 90. let začaly čínské úřady považovat za hrozbu hnutí Mešrep - tradiční mužské ujgurské shromáždění, které obvykle zahrnuje poezii, hudbu, tanec a ad-hoc tribunály o morálních otázkách. V roce 1996 byl Abduhelil Abdurahman, významný organizátor setkání hnutí Mešrep, uvězněn a následně ve vazbě ubit k smrti úřady v Sin-ťiangu v rámci kampaně „Tvrdý úder“. Protesty byly zčásti vyvolány zprávou o popravě 30 ujgurských aktivistů za nezávislost. Další příčinou bylo zatčení skupiny žen, které se 3. února 1997 účastnily mešrepu a také všeobecné potlačování pokusů o oživení prvků tradiční ujgurské kultury, včetně shromáždění Mešrep. 
Dne 5. února 1997 se tisíce Ujgurů sešly na pokojné demonstraci ve městě Ghulja v prefektuře Ili ve Východním Turkistánu v reakci na pokračující čínskou agresi a zákaz ujgurského společenského setkání, známého jako Mešrep. Protesty byly okamžitě potlačeny čínskými bezpečnostními silami, což si vyžádalo stovky mrtvých a mnoho dalších zraněných. Téměř 4 000 demonstrantů mělo být zatčeno, 200 z nich bylo následně odsouzeno k trestu smrti. Podle viceprezidenta Světového kongresu Ujgurů Zubayra Shamsedena je „Masakr v Ghulje počátkem pokusu čínské vlády o genocidu Ujgurů“. Ze zásahu armády, mučení i poprav Ujgurů se zachoval obrazový záznam.
Po zahájení nových represí v Sin-ťiangu v roce 2017 bylo velké množství Ujgurů propuštěných po odpykání dlouhých trestů za účast na incidentu následně znovu zatčeno a odsouzeno k dlouhým trestům nebo posláno do internačních táborů. Svědci incidentu, stejně jako rodinní příslušníci, přátelé a spolupracovníci byli rovněž uvězněni.

## Současná politika útlaku ČLR v Sin-ťiangu
„Spojit se proti šíření terorismu“
Události 11. září 2001 posloužily ČLR jako skvělá záminka pro tvrdší politiku a kontrolu oblasti Sin-ťiang. Čínská lidová republika spustila masovou propagandu cílenou jak na domácí, tak na mezinárodní pozorovatele. Cílem této propagandy bylo očernit Ujgury, kteří jsou vyznáním muslimové, obvinit je z terorismu a přesvědčit především zahraniční pozorovatele, že jde o potenciální hrozbu. Tímto by ČLR získala posvěcení, že ve jménu boje proti terorismu může převzít kontrolu nad autonomní oblastí Xinjiang.
V rámci propagandistické kampaně ČLR nařkla několik ujgurských skupin z údajného napojení na Taliban v Afghánistánu, skupiny měly být také podporovány a finančně dotovány radikálními islamistickými organizacemi. ČLR se snažila získat na svou stranu především USA. V roce 2002 ČLR přesvědčila USA o nebezpečnosti údajné ujgurské teroristické organizace ETIM, která měla mít na svědomí útoky v Číně a údajně plánovala napadení americké ambasády v Kyrgyzstánu. USA přidává ETIM na seznam nebezpečných teroristických skupin, což překvapilo mnohé pozorovatele situace v Sin-ťiangu. Sin-ťiang byl v době mezi lety 1997 až 2008 velmi klidnou oblastí bez jakýchkoli větších separatistických tendencí a organizace ETIM nebyla známá ani mezi samotnými aktivisty fungujícími na území autonomní oblasti Sin-ťiang.
V roce 2008 ČLR obvinila ETIM z účasti na sérii útoku, které předcházely konání OH v Pekingu, dva podezřelí Ujgurové byli odsouzeni k trestu smrti, přestože několik svědků zpochybnilo oficiální výklad událostí. V roce 2011 proběhla série útoku za použití bomb a nožů, bylo zabito 22 lidí a ČLR opět obvinila ETIM. Ujgurové ze zahraničí ale spojení skupiny ETIM s útoky zpochybnilo a obvinilo z útoků vládu ČLR.

## Represe Ujgurů
Ve jménu boje proti terorismu ČLR formou propagandy šíří nenávist vůči etnické menšině Ujgurů a drtivou většinu ujgurských organizací a uskupení obviňuje ze separatistických tendencí a případného terorismu, či vazeb na teroristické skupiny. V roce 2014 začala vláda ČLR pod záminkou tzv. „Lidové války proti teroru“ realizovat rozsáhlou kampaň k zostření kontroly nad ujgurskou společností a k potlačení náboženské a etnické identity Ujgurů. V roce 2016 byl do pozice místního komunistického předáka dosazen Čchen Čchüan-kuo, který má bohaté zkušenosti s předešlým zaváděním vlády pevné ruky v Tibetu. V Sin-ťiangu vytvořil Čchen policejní stát, využívající nejmodernější technologie ke kontrole „závadného“ obyvatelstva. Čchen Čchüan-kuovo působení úzce souvisí se Si Ťin-pchingovým projektem Nová hedvábná stezka, která má probíhat právě přes Sin-ťiang.
Autonomní oblast Sin-ťiang se stala laboratoři „digitálního leninismu“, kde jsou tyto technologie užívány ke špehování obyvatelstva a spyware je součástí policejní praxe. Sami Ujgurové byli nuceni nahrát do svých mobilních telefonů špehovací aplikaci Čistá síť (Ťing-wang). Také návštěvníci Sin-ťiangu byli při bezpečnostní kontrole na hranicích nuceni nahrát si do svých počítačů a chytrých zařízení aplikaci Fengcai (Feng-cchaj), která prochází záznamy o hovorech, textové zprávy, kalendář, kontakty, fotky a hledá 73 000 klíčových typů obsahu, které jsou označeny jako závadné. Pokud program něco takového zjistí, policie může během chvíle konat. V oblasti se také testují chytré kamery s rozpoznáváním obličejů, na jejichž instalaci se podílejí firmy CITIC a Huawei.
Podle odhadů a na základě satelitních snímků se uvádí, že více než jeden milion Ujgurů (10 % populace) žije internováno v „převýchovných táborech“, kde jsou drženi bez možnosti komunikace a není jasné, zda se někdy vrátí. Absolvují zde ideologickou převýchovu a jsou zde také nuceni k otrocké práci, na které vydělávají čínské firmy. Na místních vysokých školách byla provedena rozsáhlá čistka a některým internovaným intelektuálům hrozí poprava. Vláda ČLR poslala do autonomní oblasti od roku 2014 více než milion úředníků přímo do domácností Ujgurů. Tito „příbuzní“ tráví dlouhá období v ujgurských domovech, pokládají otázky a zapisují si poznámky. Zkoušejí své hostitele také pobízením k pití alkoholu a požívání jídla, které jim uvařili a které není halal. Na citlivé otázky se ptají také dětí. Ujguři nesou tyto zásahy do svých domovů velmi nelibě.
Dochází k masovým zatýkáním a výraznému omezení svobodného náboženského a kulturního vyznání. ČLR se snaží zlikvidovat kulturu a jazyk Ujgurů a ve jménu boje proti této etnické menšině zatkla a tajně popravila tisíce Ujgurů. Byly zavedeny asimilační politiky, které nutí Ujgury učit se a používat čínštinu místo svých rodných jazyků. Dále jsou pak velmi přísně kontrolovány a trestány jakékoliv náboženské a kulturní praktiky, které jsou považovány za „antisocialistické“. Velmi podrobnou zprávu o historii porušování lidských a náboženských práv Ujgurů v Sin-ťiangu vydala organizace Human Rights Watch.
Platí přísný zákaz dodržování půstu pro děti v průběhu měsíce Ramadánu, který čínská strana odůvodňuje tím, že je pro děti nezdravý. Stejně tak platí zákaz, aby rodiče učili nebo předčítali dětem z Koránu, či navštěvovali mešity. Ujgurové mohou číst a vlastnit pouze verzi Koránu, která je schválena Komunistickou stranou Číny. Ujgurové také přišli o právo vykonávat náboženské cesty, jako je cesta do Mekky, stejně tak ve velkém množství případů nedostanou povolení cestovat do zahraničí za příbuznými či přáteli.
Velké množství zatýkání, odsouzení a provedených trestů smrti, které často probíhají bez dostatečného množství důkazů a každoročně narůstající počet dárců orgánů, jejichž počet neodpovídá počtu dobrovolných dárců napovídá tomu, že je pravděpodobné, že jsou ujgurští političtí vězni používáni jako nedobrovolní dárci orgánů. Přímé svědectví o krutém mučení vězňů v čínských koncentračních táborech, které je často horší než metody StB v 50. letech v Československu, nebo o etnické genocidě Ujgurů, poskytl bývalý vězeň, kazašský Ujgur Omir Bekali při návštěvě Knihovny Václava Havla roku 2019.
Experti upozorňují, že utlačování a snaha o kontrolu Ujgurů neplatí pouze pro ty, kteří jsou občany ČLR. V březnu 2018 vyšlo najevo, že čínská policie používá telefonní aplikaci WeChat, či přímo kontaktuje Ujgury v zahraničí a žádá jejich osobní informace. V případě jejich nepředání jsou často postiženi příbuzní těchto osob žijící v Xinjiangu.
V dubnu 2021 zveřejnila svoji nejnovější zprávu o stavu lidských práv v Ujgurské autonomní oblasti Sin-ťiang organizace Human Rights Watch. V ní se uvádí, že Čína páchá v Sin-ťiangu zločiny proti lidskosti. Human Rights Watch cituje uniklý interní dokument čínské vlády, který jako prostředek „převýchovy“ konkrétně uvádí: „Zpřetrhejte jejich pokrevní vazby, přesekněte, vyryjte a převraťte jejich kořeny, slibte, že budete bojovat proti těmto "lidem dvou tváří" až do úplného konce.“ Zpráva popisuje současný čínský „civilizační projekt“ v Sin-ťiangu, jehož cílem je jednoduše sinizace turkického a obecně muslimského obyvatelstva a jeho „převýchova“ v čínské vlastence. Porušování lidských práv v Sin-ťiangu označila americká, kanadská a nizozemská vláda a později také britský parlament přímo za genocidu. Podle HRW HRW existují zcela přesvědčivé důkazy o zločinech, jako je zatýkání a omezování svobody, perzekuce na základě etnické nebo náboženské příslušnosti, mizení osob, mučení, vraždy a nelidské jednání záměrně působící utrpení a vážně narušující fyzické nebo psychické zdraví, např. nucená práce, sexuální násilí a omezování porodnosti nucenou sterilizací nebo zaváděním nitroděložních tělísek.
Situaci Ujgurů a dalších turkických menšin jako jsou Kazachové a Kyrgyzové podrobně mapuje The Xinjiang Data Project, který publikuje Australský institut pro strategickou politiku (Australian Strategic Policy Institute).

### Zneužívání medicíny
Neoficiální lidový tribunál ve Velké Británii pod předsednictvím Geoffreyho Nice, advokáta a soudce, který vedl stíhání bývalého srbského prezidenta Slobodana Miloševiče u mezinárodního trestního tribunálu OSN pro bývalou Jugoslávii, shromáždil důkazy od očitých svědků o genocidě Ujgurů v Sin-ťiangu za účasti čínských lékařů. Zjištění, která publikoval British Medical Journal, zahrnují nucené potraty těhotných žen i v pokročilém těhotenství a zabíjení dětí, které jsou po potratu živé, nucenou sterilizaci ujgurských žen. V důsledku těchto praktik se mezi lety 2015-2018 snížil tamní populační růst o 73 % a mezi lety 2018-2019 byl v mnoha oblastech nulový nebo záporný. Účast lékařů na pronásledování Ujgurů nebo jakékoli jiné etnické skupiny je nesporně neetická a rozsáhlé a systematické provádění vynucených lékařských zákroků je zvěrstvem. Tyto zákroky jsou součástí širšího útoku na turkické muslimské menšiny, který zahrnuje masovou internaci, mučení, znásilňování, poloviční hladovění, trvalou izolaci, bití, intenzivní sledování a dohled a další formy trvalého pronásledování. 
Čínská vláda odsoudila lidový tribunál a jeho závěry a na jeho předsedu Geoffreyho Nice uvalila sankce. Podle zjištění tribunálu patří čínská praxe v Sin-ťiangu k nejhorším porušením mezinárodních lékařských kodexů a norem od jejich zavedení po druhé světové válce. V závěru proto uvádí "Vzhledem k tomu, že hlavním cílem World Medical Association je stanovit a podporovat nejvyšší standardy péče a chování lékařů, musí lékaři na celém světě také naléhavě zvážit, zda Čínská lékařská asociace může zůstat jejím členem.

### Ničení hřbitovů a mešit v Sin-ťiangu
Ze satelitních snímků i z očitého svědectví reportérů agentury AFP je patrné, že čínské úřady systematicky ničí hřbitovy Ujgurů. Japonský deník The Japan Times uvádí, že od roku 2014 bylo srovnáno se zemí minimálně 45 hřbitovů, z toho 30 v období 2018–2019. Některá místa byla vyklizena a začalo se na nich s novou výstavbou, na jiných reportéři našli lidské kosti nebo kusy náhrobků. Nebyla ušetřena ani posvátná místa a hroby významných osobností. Jeden z velkých hřbitovů, kde byl pohřben slavný ujgurský básník Lutpulla Mutellip, byl přeměněn na zábavný park s dětským hřištěm, umělými pandami a jezírkem. Zničen byl i historický hřbitov z 18. století v Shayaru se 7 500 hroby. Ničení hřbitovů je součástí snahy čínské vlády vymazat kulturu a historickou paměť Ujgurů, rodinné vazby i mezilidské vztahy a převychovat mladou populaci na „Číňany”. Vláda ničení hřbitovů označuje jako „rekonstrukci”, „standardizaci”, „úsporu místa”, „ochranu ekosystému” nebo „zušlechtění”.
Podobný osud potkal i mešity a náboženské stavby významné pro ujgurskou menšinu. Úřady srovnaly se zemí například poutní místo Imam Asim, ke kterému do pouště Taklamakan putovaly každé jaro tisíce věřících. Satelitní snímky ukazují, že mezi lety 2016 a 2018 čínská samospráva nechala zbořit dalších patnáct mešit, zbytek byl zničen jen částečně a z budov dělníci odstranili minarety a kopule.